# Запорожье (Пятихатский район)
Запорожье (укр. Запоріжжя) — село,
Виноградовский сельский совет,
Пятихатский район,
Днепропетровская область,
Украина.
Код КОАТУУ — 1224588503. Население по переписи 2001 года составляло 25 человек .

## Географическое положение
Село Запорожье находится на расстоянии в 0,5 км от села Виноградовка.
По селу протекает пересыхающий ручей с запрудой.